# PCSX
PCSX는 소니 플레이스테이션에 사용하도록 설계된 소프트웨어와 주변 기기를 개인용 컴퓨터에서 이용할 수 있게 한 자유-오픈 소스 소프트웨어 비디오 게임 콘솔 에뮬레이터이다. 수년 동안 개발은 PCSX-Reloaded(PCSXR)가 주요 버전이 되면서 여러 번 바뀌었다. 2021년 현재 PCSX-Reloaded는 더 이상 현재 개발 중에 있지 않은 것으로 보인다. PCSX-Reloaded된 최신 포크는 PCSX-Redux이다.
PCSX는 높은 호환성을 가지고 있으며 현재 마이크로소프트 윈도우, 맥 OS(MacOS) 및 리눅스(Linux)를 포함한 다양한 운영 체제에서 사용할 수 있다. GNU 일반 공중 사용 허가서(GNU General Public License)로 배포된다.

## 역사
이 에뮬레이터는 2000년 8월 31일에 PC용으로 처음 출시되었다. 공식 개발은 2003년 9월 17일에 중단되었으며 새로운 플레이스테이션 2 에뮬레이터 PCSX2로 개발이 변경되었다.
PCSX-df가 2006년에 출시되어 새로운 기능, 더 깔끔한 인터페이스가 추가되었고 일부 버그들을 잡았으나 리눅스 호환성에만 염두에 두고 개발되었다. 버전 1.10이 2009년 3월 29일에 출시되었다.
PCSX-Reloaded가 2009년 중반에 새로운 프로젝트로 탄생했는데 이는 PCSX-df 브랜치에 기반하여 완전 독립적이고 리눅스뿐 아니라 마이크로소프트 윈도우, 맥 OS 호환성을 유지하며 여러 버그를 수정한 판이다.

## 기능
PCSX는 ePSXe가 사용하는 외부 플러그인과 네트워크 플레이를 지원한다.

## 같이 보기
- 마이크로소프트 윈도우
- 맥 OS
- 리눅스
- ePSXe
- 플레이스테이션